# Камил Хорезми
Камил Хорезми (1825 — 1899) — узбекский поэт и музыковед. Настоящее имя — Мухаммад Нияз Мирзабаши. 

## Биография
Учился в медресе Хивы. Был воспитанником школы Агахи. Служил у Мухаммед-Рахим-хана II секретарем и правителем канцелярии.
Он изобрел системы нот, известных под названием «хорезмских», и записал узбекские классические мелодии. Перевёл «Калила и Димна» с персидского языка на узбекский. Был талантливым художником и искусным каллиграфом.
Он был начальником канцелярии Хивинского хана и подготовил свыше 50 учеников-писарей и музыковедов.
В качестве государственного деятеля он внес достойный вклад в развитие духовной культуры Хорезма. При его участии и покровительстве с Мухаммад Рахимхана в городе Хиве было организовано издательство.
В 1883 году Камил Хорезми вместе с Мухаммад Рахимханом побывали в Москве и Санкт-Петербурге, где изучали жизнь и культуру русского народа. Вернувшись из путешествия Камил Хорезми руководил открытием русско-туземной школы в Хиве и организовал здесь вечера литературы и музыки.
Его сын и ученик Мухаммад Расул Мирза-Баши (1870—1916) используя хорезмскую танбурную нотацию, записал 6 макомов.
Рукописный диван Камила Хорезми хранится в Институте востоковедения АН Узбекистана.